# K. Schippers

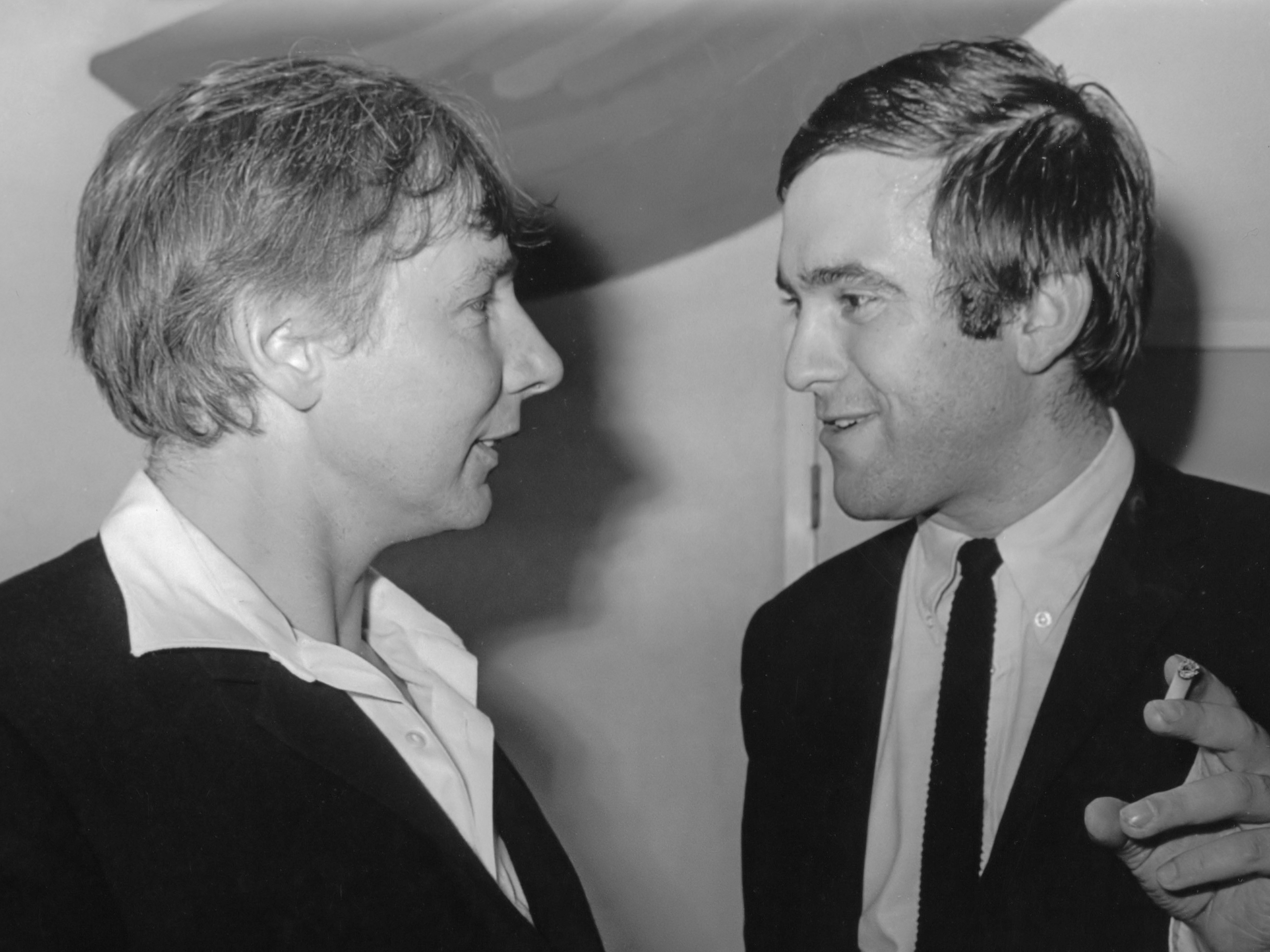
Dick Hillenius en K. Schippers (1967)

K. Schippers, pseudoniem van Gerard Stigter (Amsterdam, 6 november 1936 – aldaar, 12 augustus 2021), was een Nederlands dichter en prozaschrijver, die in 1996 de P.C. Hooft-prijs ontving.

## Biografie

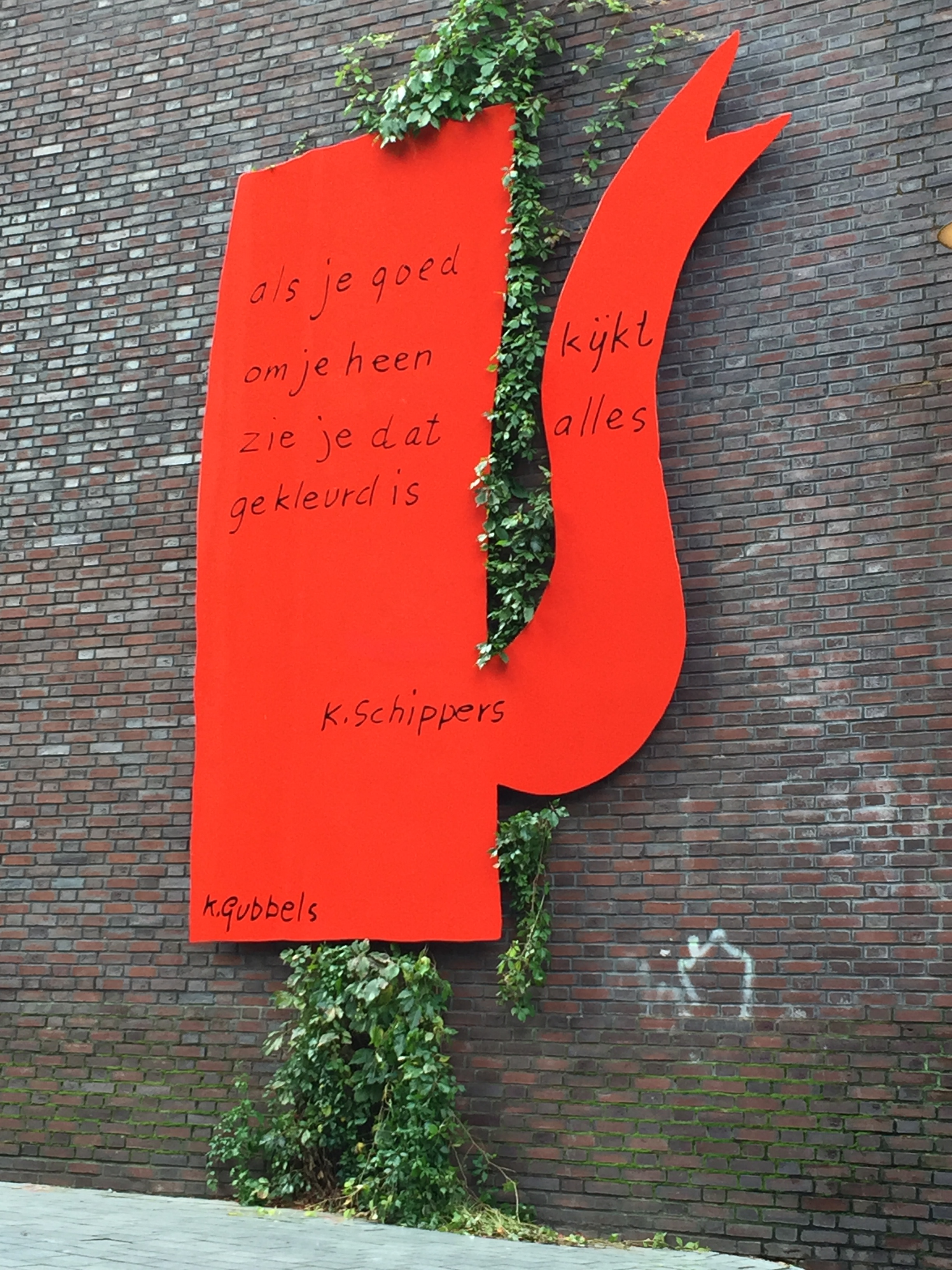
Muurgedicht in Nijmegen

Gerard Stigter leerde op de hbs door zijn docent Rob Nieuwenhuys de bondige en trefzekere stijl kennen van auteurs als Nescio, Willem Elsschot, A. Alberts en Simon Carmiggelt. Hij richtte in 1958 met Gerard Bron (G. Brands) en Henk Marsman (J. Bernlef) het literair tijdschrift Barbarber op, dat bestaan heeft tot 1972. Zij zetten zich af tegen het in hun ogen gekunstelde taalgebruik en de gezochte metaforen van de Vijftigers. Als een literaire variant van neorealisme werden in Barbarber alledaagse, terloopse taaluitingen verbijzonderd, waardoor ze een poëtische werking kregen. De vierde oprichter Frits Jacobsen vertrok na het eerste nummer, waarna de drie overblijvers hun namen veranderden om de indruk te wekken dat een nieuwe redactie was aangetreden. Het pseudoniem K. Schippers ontleende Stigter aan een brief waarin een boekhandelaar zijn achternaam verhaspeld had.
Hij introduceerde in de vroege jaren zestig de readymade als poëzievorm in het Nederlands taalgebied. Zijn debuutbundel was in 1963 De waarheid als De koe. Na 1976 stapte hij over op de roman, met Bewijsmateriaal (1978) als eerste en Nu je het zegt (2021) als laatste. Tot zijn succesvolste romans behoren Eerste indrukken (1979), Beweegredenen (1982), Poeder en wind (1996) en Waar was je nou (2005). Daarnaast bleven dichtbundels verschijnen, zoals Tellen en wegen (2011) en Fijn dat u luistert (2015). K. Schippers schreef ook voor kinderen, bijvoorbeeld 's Nachts op dak (1994) en Sok of sprei (1998). 
Naast zijn literaire werk was hij kunstcriticus. Hij was ook mede-oprichter en redacteur van het cultureel tijdschrift Hollands Diep, dat maar kort bestaan heeft (1975-1977). Hij leverde regelmatig bijdragen aan tijdschriften en kranten, zoals de Haagse Post en het Cultureel Supplement van NRC Handelsblad. Ook schreef hij reclameteksten en - in samenwerking met regisseur Kees Hin - de scripts voor de films Het theater van het geheugen (1982), Het schaduwrijk (1993) en Cinéma Invisible - Het Boek (2005).

## Persoonlijk
In 1961 trouwde K. Schippers met Erica Hoornik, dochter van de dichter Ed. Hoornik. Zij kregen twee dochters. Zijn dochter Bianca Stigter, gehuwd met filmregisseur en filmproducent Steve McQueen, is historica, schrijfster en kunstcritica.
K. Schippers overleed op 12 augustus 2021 op 84-jarige leeftijd, nadat eerder bij hem kanker was vastgesteld. Postuum werd in HP/De Tijd het laatste interview met hem gepubliceerd.

## Prijzen

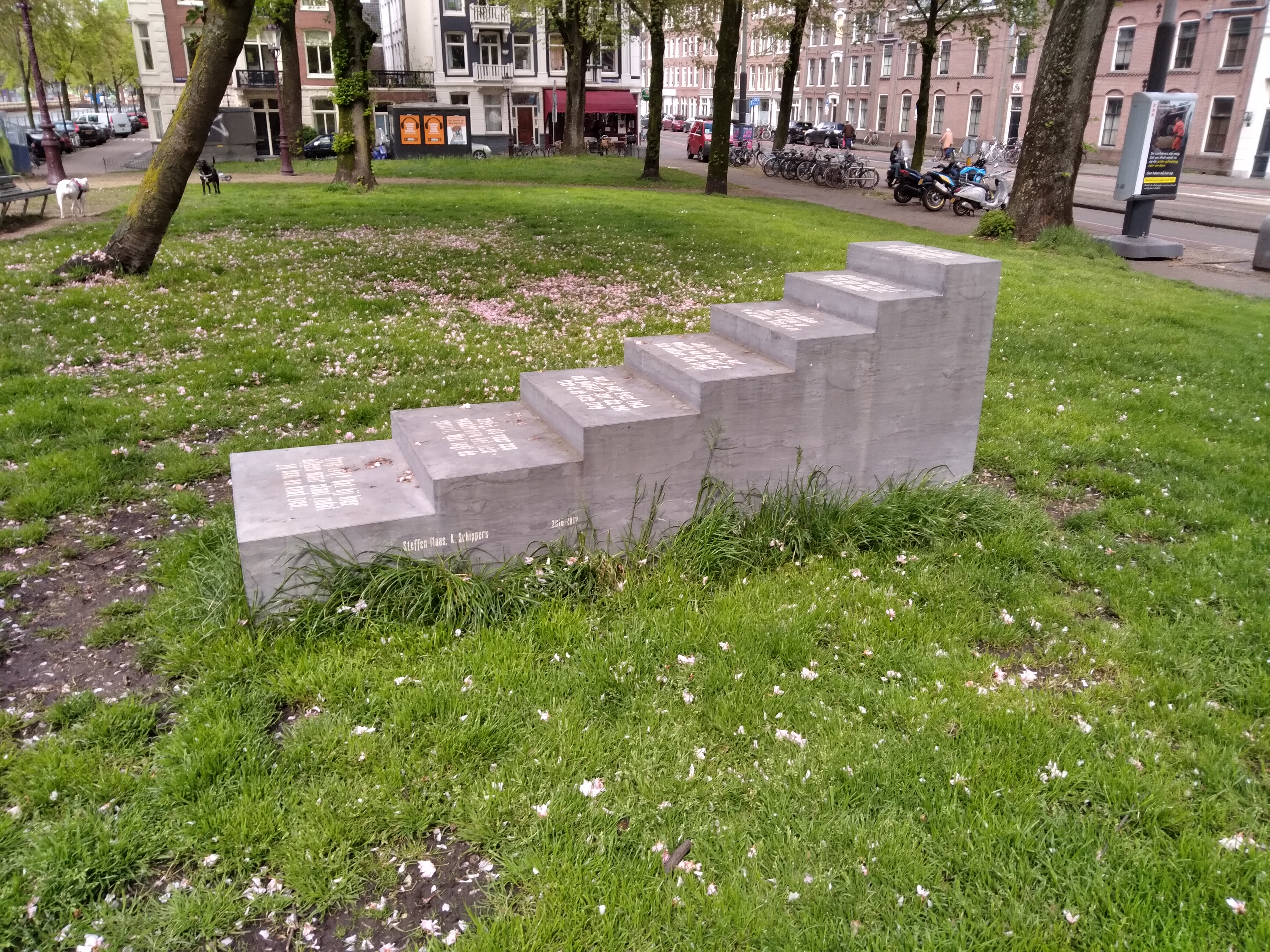
De trap van Steffen Maas met gedicht van K. Schippers in het Tweede Marnixplantsoen, Amsterdam (mei 2021)

- 1966 - Poëzieprijs van de gemeente Amsterdam voor Een klok en profil
- 1980 - Cestoda-prijs[7]
- 1983 - Multatuliprijs voor Beweegredenen
- 1990 - J. Greshoff-prijs voor Museo sentimental
- 1995 - Zilveren Griffel voor 's Nachts op dak
- 1996 - P.C. Hooft-prijs voor zijn gehele oeuvre
- 1997 - Pierre Bayle-prijs voor zijn kunstkritieken
- 1999 - Zilveren Griffel voor Sok of sprei
- 2006 - Libris Literatuur Prijs voor Waar was je nou[8]